# Theodor Fanta
Theodor Fanta (* 8. Mai 1904; † 7. Juli 1957) war ein deutscher Schriftsteller, Journalist und Fotoreporter.

## Leben und Wirken
Theodor Fanta arbeitete bis 1933 in Berlin als Feuilleton-Redakteur am Berliner Börsen-Courier  und als Fotograf z. B. für die Deutsche Illustrierte. Er emigrierte 1933 nach Prag, später nach Paris. In Paris wurde sein Schauspiel „Die Kinder des unbekannten Soldaten“ aufgeführt, das sehr positiv aufgenommen wurde.  Er überlebte den Zweiten Weltkrieg in Frankreich und übersiedelte nach 1945 in die Schweiz.

## Auszeichnung
Schutzverband Deutscher Schriftsteller: Heinrich-Heine-Preis

## Aufsätze
- Die Kinder des unbekannten Soldaten: Drei Kapitel Hitler-Jugend. In: Internationale Literatur. Jg. 6. 1936, Nr. 8, S. 30.
- Tag Eins. In: Das Wort. Jg. 1, Heft 5, 1936, S. 105–106.